# 水窪ダム (山形県)
水窪ダム（みずくぼダム）は、山形県米沢市、一級河川・最上川水系刈安川（かりやすがわ）に建設されたダムである。
農林省（現・農林水産省）東北農政局が建設したかんがい用ダムで、現在は米沢平野土地改良区が受託管理を行っている。高さ62メートルのロックフィルダムで、米沢平野のかんがい用水補給に加え米沢市などへの上水道供給と米沢市内の工業団地へ工業用水道を供給する多目的ダムである。ダムによって形成された人造湖は豊饒の湖（ほうじょうのみずうみ）と命名された。

## 地理
ダムのある刈安川は、最上川水系上流部の主要な支流である羽黒川に注ぐ河川である。福島県境の栗子峠付近を水源とし、国道13号に沿うように北西に流路を取り、ダムを通過すると間も無く羽黒川に合流する。合流後、羽黒川は北に流路を取り国道13号・米沢大橋直下で最上川に合流する。羽黒川は最上川に合流する主要な支流の中では最上流部で合流する河川でもある。
なお、同名かつ同型式のダムが静岡県浜松市天竜区にある。こちらの水窪ダムはみさくぼダムと呼び、電源開発株式会社が管理を行う発電専用ダムである。

## 沿革
米沢盆地は上杉氏15万石の主要な穀倉地帯として農業が盛んであった。特に上杉治憲（鷹山）の改革による新田開発では黒井半四郎忠家（米沢藩勘定頭）のかんがい整備によって深刻な財政危機脱出に大きく貢献した。その後も新田開発が進み農地面積は拡大したが、これに伴い農業用水の需要がさらに増大した。戦後、深刻な食糧危機を克服するべく国策による農業整備政策が計画された。
この「国営農業水利事業」は当初加古川・九頭竜川・野洲川・大井川の4河川で実施されたが、その後全国各地で積極的に実施された。農業用ダム・河川より取水する頭首工・農地へ水を供給する用水路を総合的に開発し、運用する事でより大規模・効率的なかんがい整備を目指したこの事業は東北各地でも実施され、「国営山王海農業水利事業」（岩手県）では300年来続いていた水争いが山王海ダム（滝名川）の完成で収束するなど、効果が発揮された。最上川水系では庄内平野・村山地域などで国営事業が、置賜野川流域では県営事業が行われた。
米沢盆地では流域農地の新規かんがいを図るために1970年（昭和45年）より「国営米沢平野農業水利事業」が農林省（現・農林水産省）東北農政局によって施工が開始されたが、その根幹事業として計画されたのが水窪ダムである。

## 目的
ダムの型式は中央土質遮水壁型ロックフィルダム、高さは62メートル。総貯水容量は31,000,000トンと最上川水系のダムとしては有数の規模を誇る貯水池を有する。
最大の目的はかんがいである。ダムの直下流に万世分水工・東西分水工を設けて米沢盆地の約9,040ヘクタールに農業用水を供給する。また、羽黒川と大小屋川に取水ぜきを設けて水窪ダム貯水池に導水、安定した貯水量の確保を図る。ダムは1975年（昭和50年）に完成したがその後も「国営米沢平野農業水利事業」によるかんがい整備は続けられ、1982年（昭和57年）に全ての事業は完成した。
水窪ダムはこのほか上水道と工業用水道の供給も行う。米沢市は人口の増加に伴って上水道の需要が増大していたが、従来から周辺河川の自流水に頼った取水を行っており、渇水時には水不足に陥りやすかった。さらに工業団地の整備と企業誘致によって工業用水道の需要も増大したため、新規の水資源整備が欠かせなくなった米沢市水道局は、その水源を水窪ダムに求めて水窪ダム建設事業に参画した。米沢市をはじめ南陽市、東置賜郡高畠町・川西町の2市2町へ上水道を供給するほか、八幡原工業団地への工業用水供給も行い、ダムから笹野浄水場を経て各地に送水される。こうして水窪ダムはかんがい・上水道・工業用水供給の目的を持つ多目的ダムとなった。しかし洪水調節機能を有していないことから、寒河江ダム（寒河江川）や白川ダム（置賜白川）、新鶴子ダム（丹生川）とは同じ多目的ダムでも意味合いが異なる。

## 観光

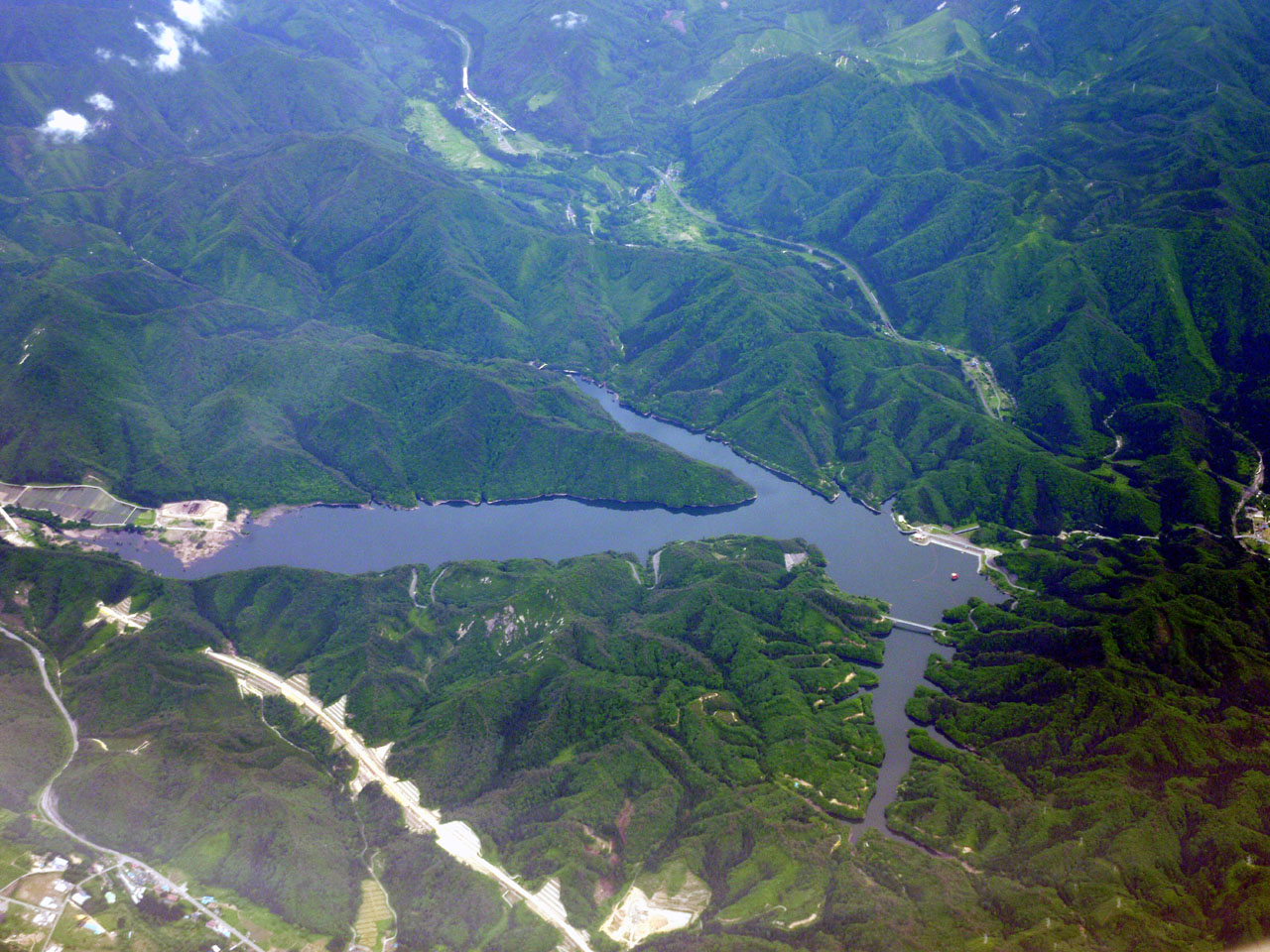
豊饒の湖（水窪ダム湖）空撮。
東北中央自動車道の工事が進む。

ダム湖は「豊饒の湖」（ほうじょうのみずうみ）と命名された。米沢盆地が実り豊かな地域になるようにとの思いを込めて命名されている。湖は釣りのスポットとしても知られ、コイ・ヘラブナ・ブラックバスが釣れるが特に有名なのはワカサギ釣りである。冬季になると豊饒の湖は年によって異なるが結氷するため、ワカサギの穴釣りも可能となる。近隣からは多くの釣り客が訪れ、米沢市の冬の風物詩にもなっている。漁業権を持つ県南漁業協同組合に入漁料1,000円を支払えば釣りを行うことができる。漁協では水産資源保護を目的として定期的にワカサギの卵を放流し、生息数維持を図っている。

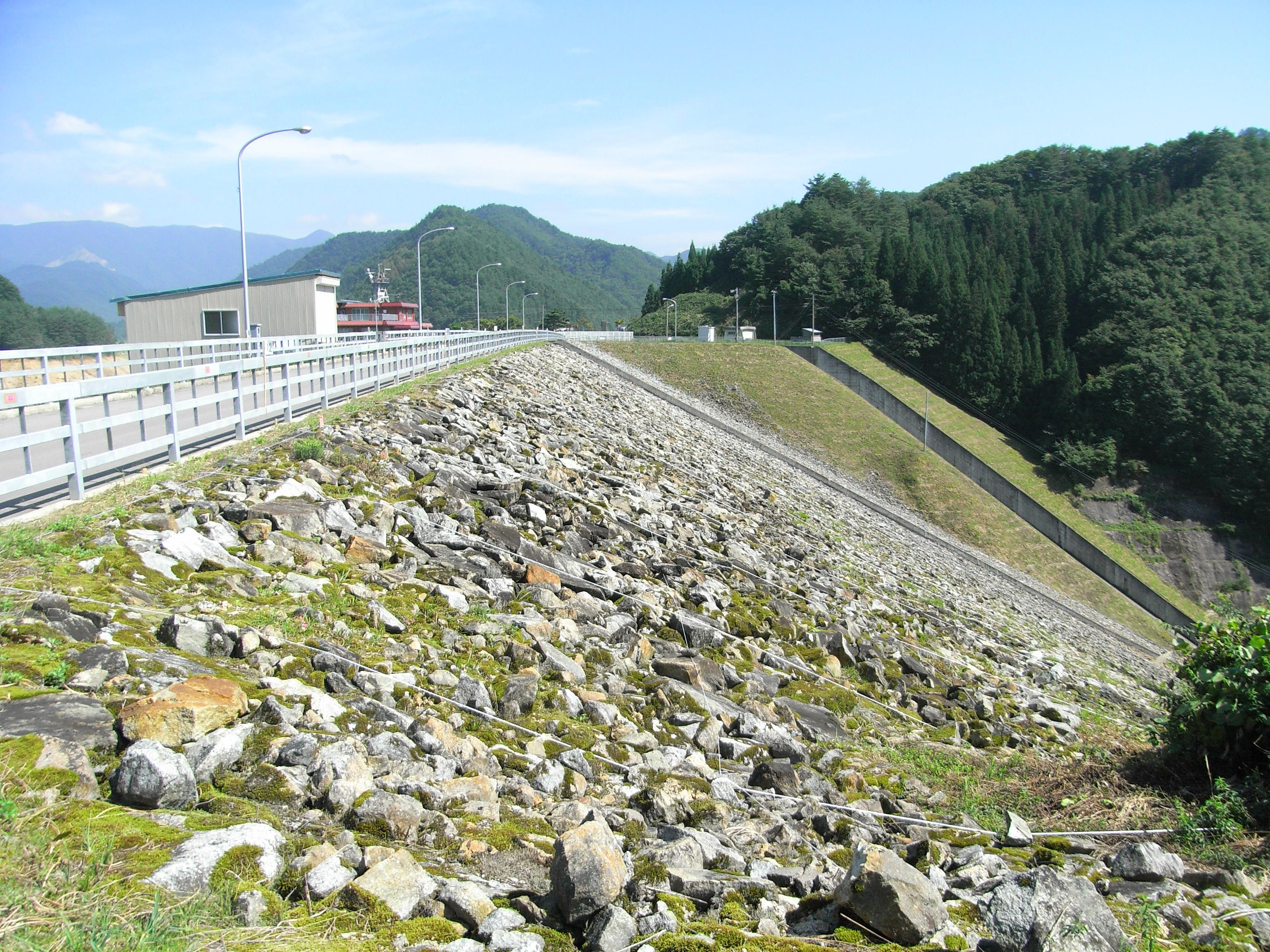
水窪ダムサイト